# Нивис (город, Миннесота)
Нивис (англ. Nevis) — город в округе Хаббарт, штат Миннесота, США. На площади 2,6 км² (2,4 км² — суша, 0,2 км² — вода), согласно переписи 2002 года, проживают 364 человека. Плотность населения составляет 150,2 чел./км².
- Телефонный код города — 218
- Почтовый индекс — 56467
- FIPS-код города — 27-45340[1]
- GNIS-идентификатор — 0657586[2]